# Dolní Pěna
Dolní Pěna är en ort i Tjeckien.   Den ligger i regionen Södra Böhmen, i den centrala delen av landet, 120 km söder om huvudstaden Prag. Dolní Pěna ligger 480 meter över havet och antalet invånare är 114.
Terrängen runt Dolní Pěna är platt. Runt Dolní Pěna är det glesbefolkat, med 14 invånare per kvadratkilometer. Närmaste större samhälle är Jindřichův Hradec, 4,0 km norr om Dolní Pěna. I omgivningarna runt Dolní Pěna växer i huvudsak blandskog.